# Maximilian von Weichs
Maximilian Maria Joseph Karl Gabriel Lamoral Reichsfreiherr von Weichs zu Glon (12 de novembro de 1881 — 27 de setembro de 1954) foi um general da Alemanha que combateu nas duas guerras mundiais.

## História militar
Maximilian von Weichs serviu como cadete no Exército da Baviera no ano de 1900, chegando a Leutnant na cavalaria no ano de 1902 e possuía a patente de Hauptmann durante a Primeira Guerra Mundial.
Durante o período de entre guerras continuou a sua carreira militar, atingindo as patentes de Oberst em 1 de novembro de 1930, Generalmajor em 1 de abril de 1933 e Generalleutnant em 1 de abril de 1935. Assumiu o comando da 1ª Divisão Panzer quando esta foi criada no dia 1 de outubro de 1935. Foi promovido para General de Cavalaria no dia 1 de outubro de 1936 e assumiu o comando do XIII Corpo de Exército no dia 12 de outubro de 1937, estando nesta unidade no início da Segunda Guerra Mundial.
Foi promovido para Generaloberst no dia 19 de julho de 1940, tendo comandado o 2º Exército (20 de outubro de 1939), Grupo de Exércitos B (15 de julho de 1942) e o Grupo de Exércitos F. Foi promovido para a patente de Generalfeldmarschall no dia 1 de fevereiro de 1943.
Ao final da guerra foi feito prisioneiro pelos norte-americanos e acusado no julgamento "Sud-Est", mas as acusações contra ele foram rejeitadas, sendo libertado da prisão no dia 30 de novembro de 1948. Von Weichs faleceu no Castelo de Rösberg no dia 27 de setembro de 1954.

## Patentes
Durante os seus 45 anos de serviço militar, chegou até a mais alta patente da Alemanha:
- Cadete — 1900
- Leutnant — 9 de março de 1902
- Oberleutnant — 3 de março de 1911
- Hauptmann — 1914
- Rittmeister —
- Major — 1 de fevereiro de 1921
- Oberstleutnant — 1 de fevereiro de 1928
- Oberst — 1 de novembro de 1930
- Generalmajor — 1 de abril de 1933
- Generalleutnant — 1 de abril de 1935
- General der Kavallerie — 1 de outubro de 1936
- Generaloberst — 19 de julho de 1940
- Generalfeldmarschall — 1 de fevereiro de 1943

## Condecorações
- Cruz de Ferro (1914) 2ª Classe - 20 de setembro de 1914
- Cruz de Ferro (1914) 2ª Classe - 12 de novembro de 1915
- Cruz de Cavaleiro da Cruz de Ferro - 29 de junho de 1940[4][5]
- Cruz de Cavaleiro da Cruz de Ferro com Folhas de Carvalho (nº 731) - 5 de fevereiro de 1945[4][5]